# Transport ferroviaire au Tadjikistan
Le transport ferroviaire au Tadjikistan est limité à  un réseau de 680 km de rail à écartement russe, desservant quelques villes du pays, et connecté au Turkménistan et à l'Ouzbékistan. Depuis 1999, une nouvelle ligne lie Qurghonteppa à Kulob.

## Historique
Les infrastructures et les équipements ont été héritées de l'URSS, à l'époque où le pays était une République socialiste soviétique. Le réseau n'a initialement pas été conçu à l'échelle des frontières actuelles, et peut sembler aujourd'hui mal pensé. Après la Chute de l'URSS, le système ferroviaire a été en déclin. Le transit passagers a été entravé à plusieurs reprises par des problèmes financiers affectant le personnel et la sécurité.
Un accord entre les chefs d'état du Pakistan et de l'Afghanistan va permettre de moderniser une part du système ferroviaire national pour fluidifier les échanges en Asie centrale, et offrir un meilleur accès au ports pakistanais.

## Réseau

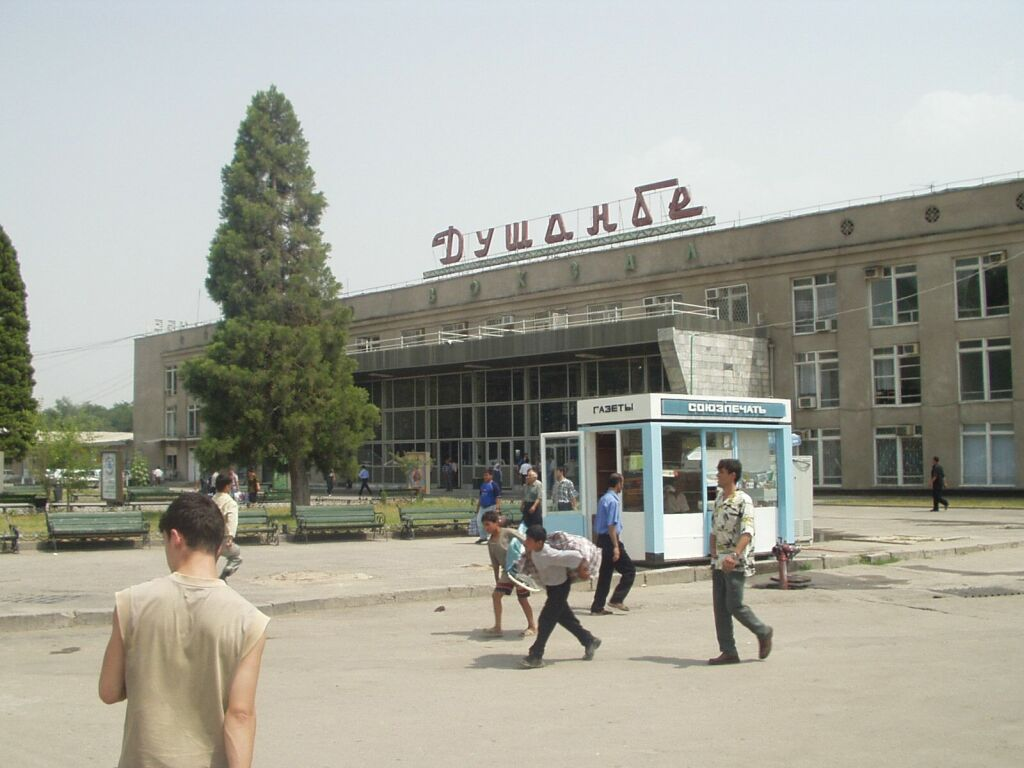
La gare de la capitale Douchanbé.

Les lignes desservant le pays ont été structurées à l'époque de l'URSS avec des services jusqu'à Moscou. 
Au nord, la vallée de la Ferghana est desservie par une ligne de l'est de l'Ouzbékistan, le nord du Tadjikistan et le centre du Kirghizistan. En longeant par le sud le réservoir de Kaïrakkoum, le tronçon tadjik relie Konibodom à l'est à Khodjent avant de se diriger à l'ouest vers Bekabad en Ouzbékistan.
Au sud-ouest, deux lignes distinctes existent : l'une, rénovée en 2016, dessert la capitale Douchanbé, Hisor et Tursunzoda avant de franchir la frontière ouzbek vers Termez ; l'autre part de Kulob également vers Termez en desservant Qurghonteppa. En 2018, l'Ouzbékistan reconstruit le tronçon de chemin de fer Galaba - Amuzang, qui reliait les deux pays en arrivant au sud-ouest du Tadjikistan, démantelée par les chemins de fer ouzbeks début 2012 à la suite de l'effondrement d'un pont.